# اشورن
اشورن (به فرانسوی: Échevronne) یک کمون در فرانسه با جمعیت ۲۷۵ نفر است که در Canton of Beaune-Nord واقع شده‌است.